# 印加瓦西峰

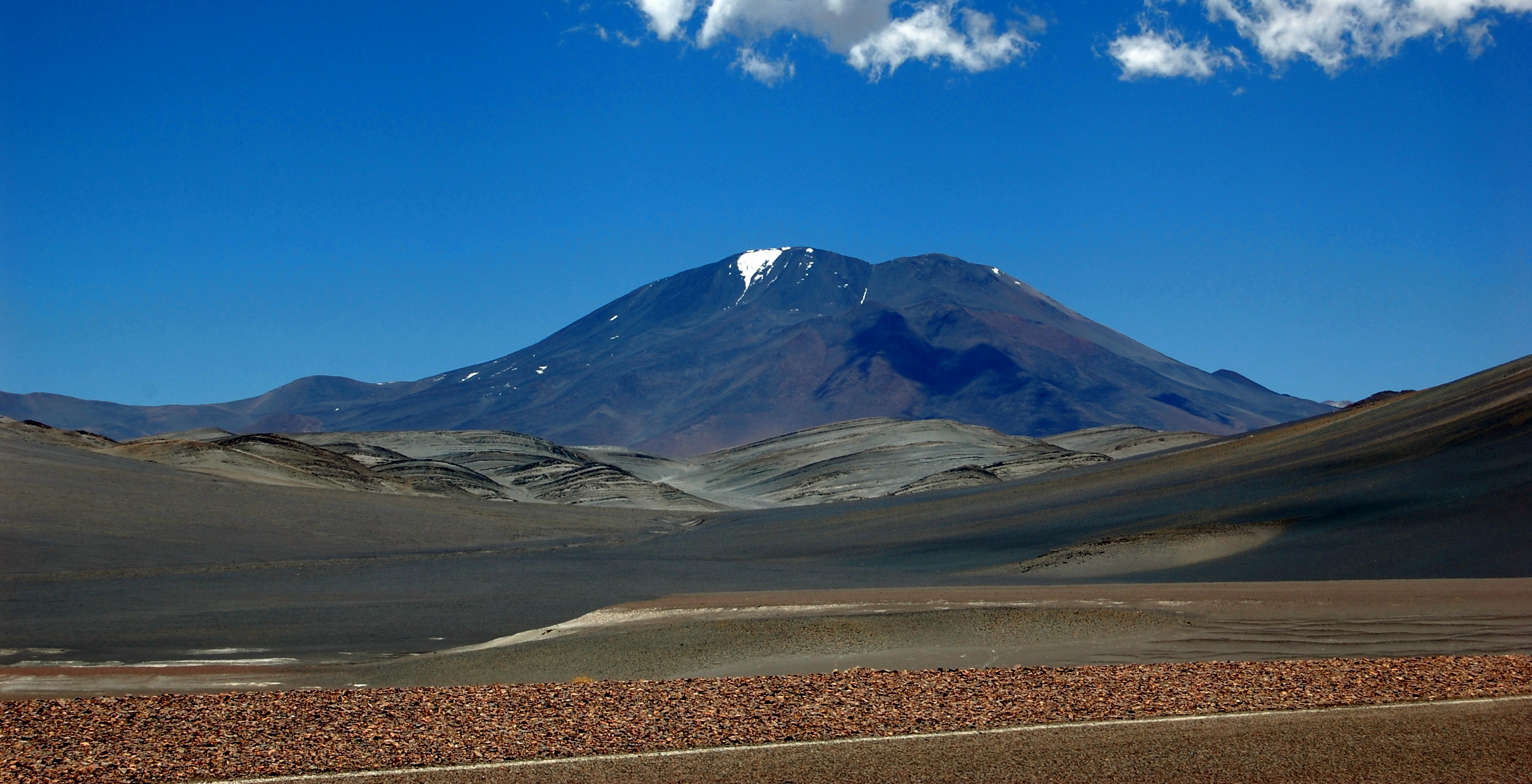
印加瓦西峰

印加瓦西峰（西班牙語：Volcán Incahuasi）是位於阿根廷卡塔馬卡省和智利阿塔卡馬大區的火山，座標位置約27°2′S 68°18′W / 27.033°S 68.300°W，高度6,621米。印加瓦西峰由一個闊3.5公里的火山口和兩個層狀火山組成。

## 外部連結
- Incahuasi （西班牙文）